# Nephthys
Nephthys (Grieks), Nebthet of Nebet-het (Egyptisch wat wil zeggen 'vrouwe van het huis') is in de Egyptische mythologie de godin van de onderwereld en de geboorte. Ze is de dochter van de hemel en aarde, en de zuster van Isis. Met deze laatste wordt ze vaak afgebeeld. Nephthys werd weergegeven in een gewaad dat veel op een dodenkleed lijkt, en haar attribuut is de valk. Ze trouwde met haar broer, Seth, met wie zij haar zoon Anubis kreeg.
Hoewel Nephthys getrouwd was met de vijand van zowel haar zuster als haar andere broer - Isis en Osiris - hielp zij Isis net zoals haar dochter Anubis, toen Seth Osiris vermoordde en in stukken over heel Egypte verspreidde. Samen met haar man en andere goden behoorde ze tot de Enneade van Heliopolis.
Ze was ook een van de beschermgodinnen van de canopen. Ze deelde deze functie met Isis, Neith en Selket. Ze beschermde de god Hapy, een van de vier zonen van Horus, die de longen van de overledene beschermde.

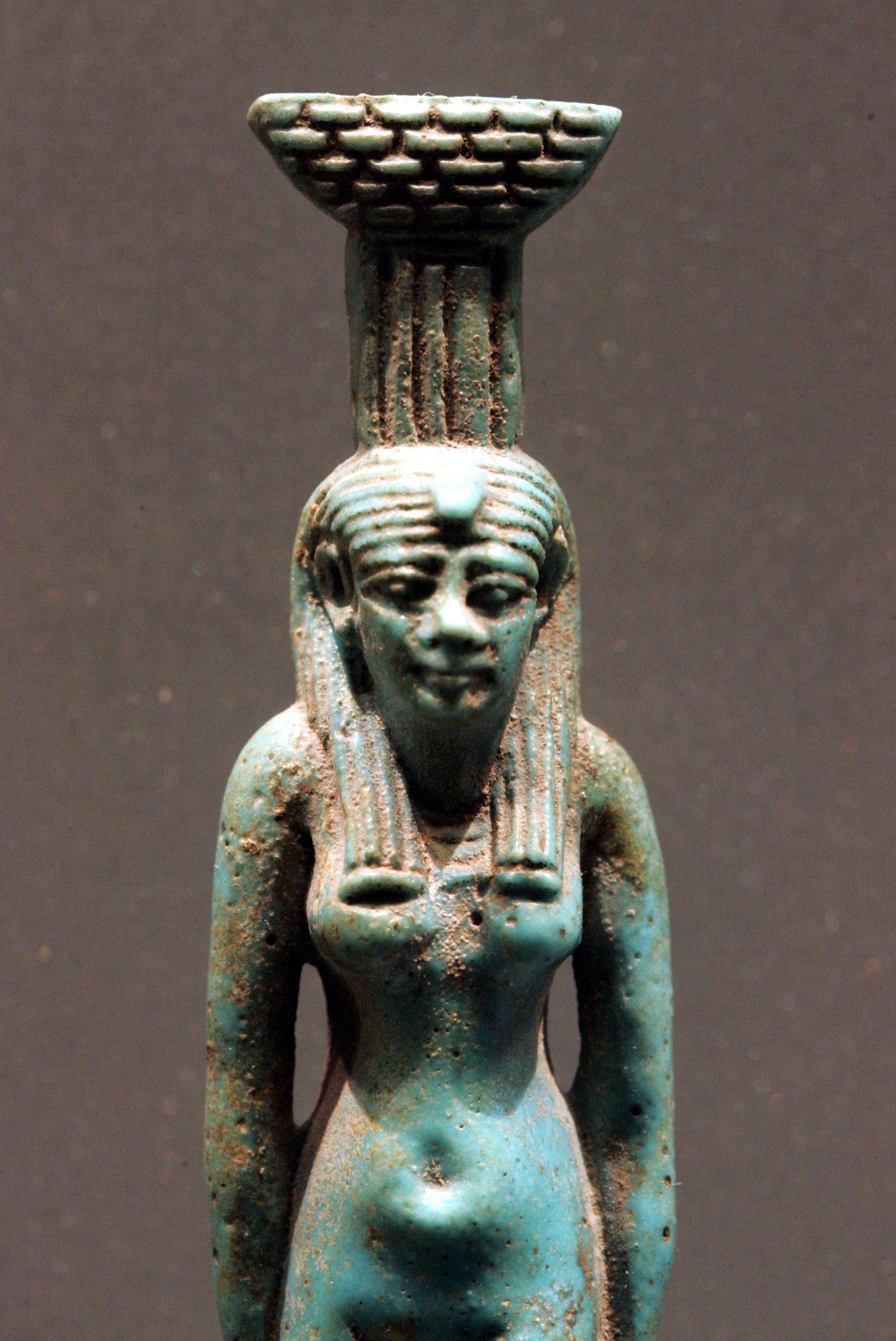
Nephthys
Musée du Louvre